# Kris Wu
Wu Yifan (chinês tradicional: 吳亦凡, chinês simplificado: 吴亦凡, pinyin: Wú Yìfán; nascido em 6 de novembro de 1990), profissionalmente conhecido como Kris Wu ou Kris, é um rapper, cantor, ator, modelo e criminoso sino-canadense. Ele tornou-se popularmente conhecido por ter sido integrante do EXO, do qual se inativou em 14 de maio de 2014 após abrir um processo judicial contra a agência do grupo—S.M. Entertainment. Em 21 de julho de 2016, Kris oficialmente saiu do grupo após o fim de sua disputa de contrato com a S.M... 
Iniciou sua carreira como ator em fevereiro de 2014 com o filme Somewhere Only We Know. Desde então, atuou em diversos sucessos de bilheteria, tais como Mr. Six e Journey to the West: The Demons Strike Back, dois dos filmes de maior bilheteria da China. Ele lançou seu primeiro single, "Bad Girl", em novembro de 2015. No ano seguinte, fez sua estreia nas passarelas no desfile masculino de inverno da Burberry em Londres.

## Ínicio da vida
Kris Wu nasceu Li Jiaheng em Cantão, Guangdong, mas legalmente mudou seu nome para Wu Yifan por motivos pessoais.
Junto de sua mãe, ele se mudou para Vancouver, Colúmbia Britânica, quando tinha dez anos de idade. Ele retornou à China cinco anos depois, com quinze anos de idade, e frequentou Guangzhou No. 7 Middle School por um curto período, voltando para Vancouver logo após, onde frequentou Point Grey Secondary School e Sir Winston Churchill Secondary School.
Com dezoito anos, Wu fez uma audição para o Global Audition canadense da S.M. Entertainment, realizado em 14 de outubro de 2007. Em janeiro de 2008, ele se mudou para a Coreia do Sul após passar nas audições e se tornou um trainee da empresa.

## Carreira

### 2012–2014: Início de carreira
Em 17 de fevereiro de 2012, Kris foi oficialmente introduzido como um dos doze integrantes da formação original do grupo masculino sino-coreano EXO. Em abril do mesmo ano, o subgrupo chinês, liderado por Kris, EXO-M, teve sua estreia com o lançamento do single "MAMA". EXO rapidamente tornou-se um dos grupos mais bem sucedidos da Coreia do Sul, com seu álbum de estreia, XOXO, tornando-o o primeiro artista de K-pop em doze anos a vender mais de um milhão de cópias. Em 7 de maio de 2014, o grupo lançou o EP Overdose, que foi seguido do anúncio de Kris ter aberto uma ação judicial contra a S.M. Entertainment e, consequentemente, ter tornado-se inativo do grupo, em 14 de maio.

### 2014–2015: Carreira solo e estreia como ator

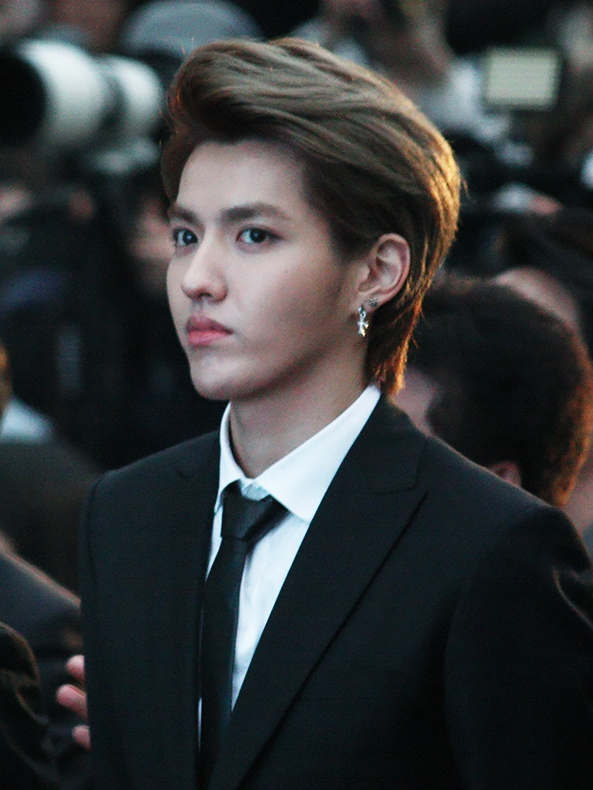
Kris Wu no Hallyu Star Street em março de 2014.

Em julho de 2014, Kris lançou "Time Boils the Rain" como parte da trilha sonora do hit de bilheteria chinês Tiny Times 3. De acordo com o Weibo, "Time Boils the Rain" tornou-se a música a mais rapidamente ultrapassar um milhão de reproduções no site na época. No mesmo ano, ele tornou-se a celebridade mais jovem a ter uma escultura de cera na Madame Tussauds de Xangai, também sendo nomeado "Novato do Ano" pela Esquire China.
Em 14 de fevereiro de 2015, Kris fez sua estreia no cinema com o lançamento do filme Somewhere Only We Know. O filme estreou no número 1 na bilheteria chinesa, conseguindo também um lucro de aproximadamente US$ 37,81 milhões nos seis dias que seguiram seu lançamento. Ele lançou e compôs a canção "There Is A Place" como parte da trilha sonora do filme, esta tendo quebrado o recorde anteriormente mantido por "Time Boils the Rain". Kris recebeu o prêmio "Best Newcomer Award" no 3º China International Film Festival London por sua atuação no filme.
Em maio de 2015, ele foi convidado pela Vogue China para comparecer ao Met Gala. Juntamente de Chen Kun, Kris foi o primeiro ator masculino chinês a fazer uma aparição no tapete vermelho do evento. InStyle relatou que Kris foi a 4ª celebridade mais comentada no Twitter no Met Gala após Justin Bieber, Rihanna, e Beyoncé. Em novembro, foi lançado seu primeiro single solo, titulado "Bad Girl". Em dezembro, ele estrelou no filme Mr. Six, que encerrou o Festival Internacional de Cinema de Veneza. O mesmo foi um sucesso de bilheteria, arrecadando mais de US$ 137 milhões e tornando-se um dos filmes de maior bilheteria na China. Kris foi premiado com o prêmio "Ator do Ano na China Continental" no GMIC Awards 2016.
Kris tornou-se a primeira celebridade masculina a estar na capa da Vogue China, modelando junto de Kendall Jenner. Ele também modelou para a capa de dezesseis outras revistas, tais como Harper's Bazaar, Marie Claire, Grazia e L'officiel Hommes. Kris foi classificado na 42ª posição da Forbes China Celebrity 100 de 2015, e foi coroado "Rei do Weibo" de 2015.

### 2016–presente: Aparições internacionais e6
No começo de 2016, Kris fez uma aparição cameo no filme The Mermaid de Stephen Chow. Sina afirmou que seu personagem foi escrito especificamente para ele. O filme se tornou o filme mais lucrativo da China de todos os tempos, bem como foi o primeiro filme chinês a alcançar mais de US$ 500 milhões em bilheteria fora da América. Kris fez sua estreia nas passarelas no desfile masculino de inverno da Burberry em Londres, e foi elogiado pelo CEO da grife, Christopher Bailey. Mais tarde, ele participou do NBA All-Star Game 2016 como um membro do Time Canadá, treinado por Drake.
Ele então estrelou no filme Never Gone e no melodrama romântico Sweet Sixteen, juntamente de Han Geng e do ator coreano Joo Won. O melodrama recebeu críticas positivas, e Kris ganhou o prêmio "Newcomer with the Most Media Attention" no Festival Internacional de Cinema de Xangai. Ele lançou uma canção composta por si mesmo, titulada "From Now On", como parte da trilha sonora do filme. Em setembro, ele atuou no filme arrasa-quarteirão L.O.R.D: Legend of Ravaging Dynasties. Ele foi elogiado por sua atuação pela audiência e críticos. Sua saída do grupo EXO foi anunciada em 21 de julho de 2016, quando sua disputa de contrato com a S.M. Entertainment findou-se. Em 26 de outubro de 2016, Kris compareceu ao Festival Internacional de Cinema de Tóquio e recebeu o prêmio "Melhor Ator" no Gold Crane Awards por sua atuação em Sweet Sixteen. Em novembro de 2016, lançou seu primeiro single em inglês, intitulado "July", como parte de seu concerto de aniversário. "July" tornou-se o segundo single de um artista chinês para entrar no Top 50 do iTunes dos Estados Unidos.
Em janeiro de 2017, Kris fez sua estreia no cinema estados-unidense no filme xXx: The Return of Xander Cage de D.J. Caruso. No dia 19, ele lançou o single "Juice" como parte da trilha sonora do filme, tendo a participação de Vin Diesel no vídeo musical. Um ano após sua aparição no filme The Mermaid, Kris participou de outro filme de Stephen Chow, este titulado Journey to the West: The Demons Strike Back, onde interpreta o personagem Tang Sanzang. Ele lançou o single "Good Kid" com Tan Jing como a trilha sonora do filme. Até agora, o filme arrecadou mais de US$234 milhões. Kris também participará do filme Valérian et la Cité des mille planètes de Luc Besson e estrelará no filme Europe Raiders juntamente de Tony Leung.
Seu primeiro EP, intitulado 6, foi lançado digitalmente em 25 de julho de 2017 em conjunto do single homônimo.

### Prisão
No dia 25 de Novembro de 2022, o Tribunal de Pequim, condenou o cantor Kris Wu a 13 anos de prisão após considerá-lo culpado de crimes como estupro
O artista foi condenado a "11 anos e 6 meses de prisão por estupro", disse o Tribunal Distrital de Chaoyang em Pequim, acrescentando que "ele também foi condenado a uma pena de prisão de 1 ano e 10 meses pelo crime de encontrar pessoas com o propósito de cometer adultério".
Em 31 de julho de 2021, Kris Wu foi detido depois que uma estudante chinesa de 18 anos o acusou publicamente de induzir ela e outras meninas, algumas delas menores de 18 anos, a fazer sexo com ele. Na época, a estudante disse à mídia que Wu a atraiu para fazer sexo quando ela tinha 17 anos, depois de oferecer bebida alcoólica.
No final de sua condenação, ele será expulso da China, a sentença também indica.

## Filmografia

### Filmes
| Ano  | Título                                      | Papel           | Nota(s)        |
| ---- | ------------------------------------------- | --------------- | -------------- |
| 2015 | Somewhere Only We Know                      | Ze Yang         |                |
| 2015 | Mr. Six                                     | Xiao Fei        | Papel de apoio |
| 2016 | The Mermaid                                 | Long Jianfei    | Cameo          |
| 2016 | So Young 2: Never Gone                      | Cheng Zheng     |                |
| 2016 | Sweet Sixteen                               | Xia Mu          |                |
| 2016 | L.O.R.D: Legend of Ravaging Dynasties       | Yin Chen        |                |
| 2017 | xXx: The Return of Xander Cage              | Harvard "Nicks" | Papel de apoio |
| 2017 | Journey to the West: The Demons Strike Back | Tang Sanzang    |                |
| 2017 | Valerian e a Cidade dos Mil Planetas        | Capitão Neza    | Papel de apoio |
| 2017 | Europe Raiders                              | Le Qi           |                |

### Programas de variedade
| Ano  | Título                | Papel       | Emissora    |
| ---- | --------------------- | ----------- | ----------- |
| 2015 | Challenger's Alliance | Elenco fixo | Zhejiang TV |
| 2017 | 72 Floors of Mystery  | Elenco fixo | Hunan TV    |

## Discografia

### Singles
| Título                                                                                   | Ano  | Melhores posições | Álbum                                                               |
| Título                                                                                   | Ano  | CHN V Chart       | Álbum                                                               |
| ---------------------------------------------------------------------------------------- | ---- | ----------------- | ------------------------------------------------------------------- |
| "Say Yes" (com Jessica e Krystal)                                                        | 2014 | —                 | Make Your Move (Original Motion Picture Soundtrack)                 |
| "Time Boils The Rain (时间煮雨)"                                                         | 2014 | —                 | Tiny Times 3 OST                                                    |
| "There is a Place (有一个地方)"                                                          | 2014 | —                 | Somewhere Only We Know OST                                          |
| "Bad Girl"                                                                               | 2015 | —                 | Lançamento sem álbum                                                |
| "Greenhouse Girl (花房姑娘)"                                                             | 2015 | —                 | Mr. Six OST                                                         |
| "From Now On (从此以后)"                                                                 | 2016 | —                 | Sweet Sixteen OST                                                   |
| "July"                                                                                   | 2016 | 2                 | 6                                                                   |
| "Sword like a Dream (刀剑如梦)"                                                          | 2016 | —                 | World of Sword OST                                                  |
| "Good Kid (乖乖)" (com Tan Jing)                                                         | 2016 | 12                | Journey to the West: Conquering the Demons 2 OST                    |
| "Juice"                                                                                  | 2017 | —                 | xXx: The Return of Xander Cage (Original Motion Picture Soundtrack) |
| "—" indica lançamentos que não figuraram nas paradas ou não foram lançados nessa região. |      |                   |                                                                     |

### Composições
| Canção                          | Ano  | Álbum                                                           | Artista(s) | Letra     | Letra                                                        | Música    | Música                        |
| Canção                          | Ano  | Álbum                                                           | Artista(s) | Creditado | Com                                                          | Creditado | Com                           |
| ------------------------------- | ---- | --------------------------------------------------------------- | ---------- | --------- | ------------------------------------------------------------ | --------- | ----------------------------- |
| "有一个地方 (There Is A Place)" | 2014 | Tiny Times 3 OST                                                | Kris Wu    | Sim       | Song Bin-young                                               | Não       | —                             |
| "Bad Girl"                      | 2015 | Lançamento sem álbum                                            | Kris Wu    | Sim       | —                                                            | Sim       | Song Bin-young Brave Brothers |
| "花房姑娘 (Greenhouse Girl)"    | 2015 | Mr. Six OST                                                     | Kris Wu    | Sim       | Cui Jian                                                     | Não       | —                             |
| "从此以后 (From Now On)"        | 2016 | Sweet Sixteen OST                                               | Kris Wu    | Sim       | Song Bin-young                                               | Não       | —                             |
| "July"                          | 2016 | 6                                                               | Kris Wu    | Sim       | Curtis August Grant Karl Rubin                               | Não       | —                             |
| "Juice"                         | 2017 | xXx: Return of Xander Cage (Original Motion Picture Soundtrack) | Kris Wu    | Sim       | Rook Monroe Maurice Simmonds Darius Ginn Jr. Mario Jefferson | Sim       | R!O Kamo                      |

## Prêmios e indicações
| Ano  | Premiação                                                                    | Categoria                                         | Trabalho indicado      | Resultado |
| ---- | ---------------------------------------------------------------------------- | ------------------------------------------------- | ---------------------- | --------- |
| 2014 | Esquire Man At His Best Awards 2014                                          | Newcomer of the Year                              | —                      | Venceu    |
| 2014 | Sohu Fashion Awards                                                          | Ícone da Moda Asiático do Ano                     | —                      | Venceu    |
| 2015 | Sina 15th Anniversary                                                        | Outstanding Youth                                 | —                      | Venceu    |
| 2015 | 22º Beijing College Student Film Festival                                    | Melhor Novo Ator                                  | Somewhere Only We Know | Indicado  |
| 2015 | 3º China International Film Festival London                                  | Melhor Novo Ator                                  | Somewhere Only We Know | Venceu    |
| 2015 | 3º China International Film Festival London                                  | Melhor Ator                                       | Somewhere Only We Know | Indicado  |
| 2015 | Asian Influence Awards                                                       | Most Influential Male God                         | —                      | Venceu    |
| 2015 | NetEase Attitude Awards                                                      | Idol With Most Attitude on the Silver Screen      | —                      | Venceu    |
| 2016 | Sina Weibo Awards                                                            | Rei do Weibo                                      | —                      | Venceu    |
| 2016 | Sina Weibo Awards                                                            | Strong New Actor                                  | Mr. Six                | Venceu    |
| 2016 | GMIC X Annual Awards                                                         | Ator do Ano na China Continental                  | Mr. Six                | Venceu    |
| 2016 | 19º Festival Internacional de Cinema de Xangai                               | Newcomer with the Most Media Attention            | Sweet Sixteen          | Venceu    |
| 2016 | Fresh Asia Awards                                                            | Cantor Masculino Mais Influente do Ano            | "Bad Girl"             | Venceu    |
| 2016 | 29º Tokyo International Film Festival Gold Crane Awards Ceremony (TIFFJAPAN) | Melhor Ator                                       | Sweet Sixteen          | Venceu    |
| 2016 | The 10th Migu Music Awards                                                   | Cantores Masculinos Mais Populares do Ano (China) | —                      | Venceu    |
| 2016 | The 10th Migu Music Awards                                                   | Top 10 Canções do Ano                             | "July"                 | Venceu    |
| 2016 | Tencent Entertainment White Paper                                            | Celebridade do Ano                                | —                      | Venceu    |